# Juan Núñez Sedaño
Juan Núñez Sedaño (1496, Badajoz- Antequera, México, mediados del siglo XVI) fue un aventurero español.
Después de haber servido para el ejército español, pasó a América con Pizarro y asistió a la conquista de México. Fue fiel a su jefe, aun en los tiempos en que estuvo en desgracia, por lo que recibió varias encomiendas de aquel y de su familia.